# Tyrannius Rufinus
Tyrannius Rufinus, též Rufinus z Aquileia (Rufinus Aquileiensis) (mezi 340 a 345-410) byl historik a teolog, známý hlavně jako překladatel řeckých církevních otců z řečtiny do latiny , především Origena.

## Život
Rufinus se narodil v křesťanské rodině ve městě Iulia Concordia (dnes Concordia Sagittaria) nedaleko od Aquileia. Stal se mnichem. Kolem roku 370 se setkal s významnou osobností své doby, Jeronýmem. Zpočátku byli přáteli, později však největšími protivníky.
Asi v roce 372 se Rufinus vydal do Alexandrie, aby zde studoval u Didyma z Alexandrie, předního zastánce origenovské teologie v Alexandrijské škole. V témže období se stýkal Rufinus i s Macanem Starším, jedním z egyptských pouštních poustevníků, a Melanií Starší, bohatou a zbožnou římskou vdovou. Když v důsledku pronásledování ze strany Ariánů během panování císaře Valenta Melanie opustila Egypt a usadila se kolem roku 378 i s kroužkem mnichů a kněží v Jeruzalémě, přidal se k ní i Rufinus.
Melanie založila v Jeruzalémě vlastní řeholní komunitu žen a z jejích peněz zde obdobné mužské společenství vybudoval i Rufinus. Vznikl tak klášter na Olivové hoře, kde se současně s řeholními životem věnoval Rufinus a jeho kroužek i studiu řeckých církevních spisů. Po svém příchodu do Betléma roce 386 se s touto skupinou sblížil i Jeroným. Jiným Rufinovým blízkým přítelem se stal jeruzalémský biskup Jan, který vysvětil roku 390 Rufina za kněze.
Ke zlomu v přátelství mezi Rufinem a Jeronýmem došlo roku 394 v souvislosti s útoky na origenismus ze strany Epifania ze Salamíny. Rufinus se postavil na stranu origenistů, s čímž se Jeroným nebyl schopen smířit. Na podzim roku 397 se vydal Rufinus na cestu do Říma, kde vydal latinský překlad Pamfilovy Obrany Origena a některých Origenových vlastních děl. V úvodu jednoho z překladů přitom uvedl Jeronýma jako Origenova stoupence a později přidal několik mírně upravených překladů od Jeronýma. To Jeronýma rozběsnilo a rozpoutal dlouhou válku plnou osočování a pomluv. Podle některých zdrojů Jeroným dokonce schválně zkomolil Rufinovo jméno na Tyrannius z původního Turannius. Tradice zachovává Jeronýmovu verzi.
V důsledku tohoto intelektuálního boje a na základě osočení u papeže Anastasia I. byl Rufinus předvolán do Říma, aby obhájil vlastní ortodoxii. Rufinus se písemně z osobního setkání omluvil dílkem Apologia pro fide sua (Obrana vlastní víry). Papež, zřejmě uražen, v reakci výslovně odsoudil Origena. Rufinus byl přidán na seznam Decretum Gelasianum.
Roku 408 zastihl Rufina usazeného v té době v klášteře v Pinete v Kampánii příchod Alaricha do jižní Itálie. Ve strachu před Vandaly unikl i se svou společnicí Melanií na Sicílii. Zde se pustil do překladu Origenových homilií. Roku 410 zde i zemřel.

## Dílo

### Vlastní tvorba
- Commentarius in symbolum apostolorum (Komentář apoštolského vyznání víry)
- De adulteratione librorum Origenis (O zfalšování Origenových knih) - pojednání vydané jako příloha k Pamfilově Obraně, vysvětluje, že mnohé prvky origenismu, které vnímala ortodoxie jako nepřijatelné, vznikly interpolací původního Origenova textu
- Apologia pro fide sua ad Anastasium Pontificem (Obrana vlastní víry věnována papeži Anastasiovi)
- Apologia in Hieronymum Libri II (Dvě knihy obrany, namířeno proti Jeronýmovi)
- Historia Eremitica (poustevnické dějiny) - 33 životopisů poustevníků žijících v egyptské poušti
- De benedictionibus XII Patriarcharum libri II (Dvě knihy o požehnání 12 patriarchů) - exegetické dílo k Starému zákonu

### Překlady
Nejvýznamnějším Rufinovým překladem je Historia Ecclesiastical (Církevní dějiny) řecký píšícího Eusebia z Kaisareie a jejich doplnění o období od vlády císaře Konstantina Velikého po smrt Theodosia I. (324-395).
Tyrannius vytvořil i velký počet překladů Origena do latiny. Origenův komentář k Listu Římanům se dochoval pouze ve zkrácené latinské verzi přeložené právě Rufinem, podobné to je i s jeho dílem De principiis. Právě toto dílo se stalo trnem v oku Jeronýma, který se vyjádřil, že Rufinův překlad je příliš volný, a sám vyhotovil vlastní, adekvátní překlad. Ten se ale bohužel nedochoval.
Dalšími překlady Tyranny Rufina jsou:
- Instituta Monachorum (mnišské předpisy) a některé kázání Basila Velikého
- Apologia (Obrana) Pamfila z Kaisareie
- Origenovy Homilie
- Origenův Komentář k Písni písní
- Opuscula (dílko) Řehoře Naziánského
- Sententiae (Výroky) Sixta, jinak neznámého řeckého filozofa, Rufinem mylně připsané papeži Sixtovi
- Sententiae (Výroky) Evagria Pontica
- Canon Paschalis Anatolia z Alexandrie